# Manuel Cipriano Gomes Mafra
Manuel Cipriano Gomes Mafra (Mafra, 30 de Agosto de 1831 – Caldas da Rainha, 11 de Dezembro de 1905) foi um ceramista e empresário português. Foi o autor do primeiro momento de renovação da cerâmica de Caldas da Rainha.

## Biografia
Nasceu em Mafra, em 30 de Agosto de 1831, sendo filho de um oleiro.
Dirigiu a sua fábrica de faianças (tomada à mítica D. Maria dos Cacos) entre 1853 e 1905. Desenvolveu uma vasta obra, marcada pela vertente naturalismo, inspirada na de Bernard Palissy. Foi premiado na Exposição Universal de Viena (1873), na Exposição Universal de 1876 (Filadelfia), na Exposição Universal de 1878 (Paris) e na Exposição Portuguesa no Rio de Janeiro em 1879.

## Trabalhos

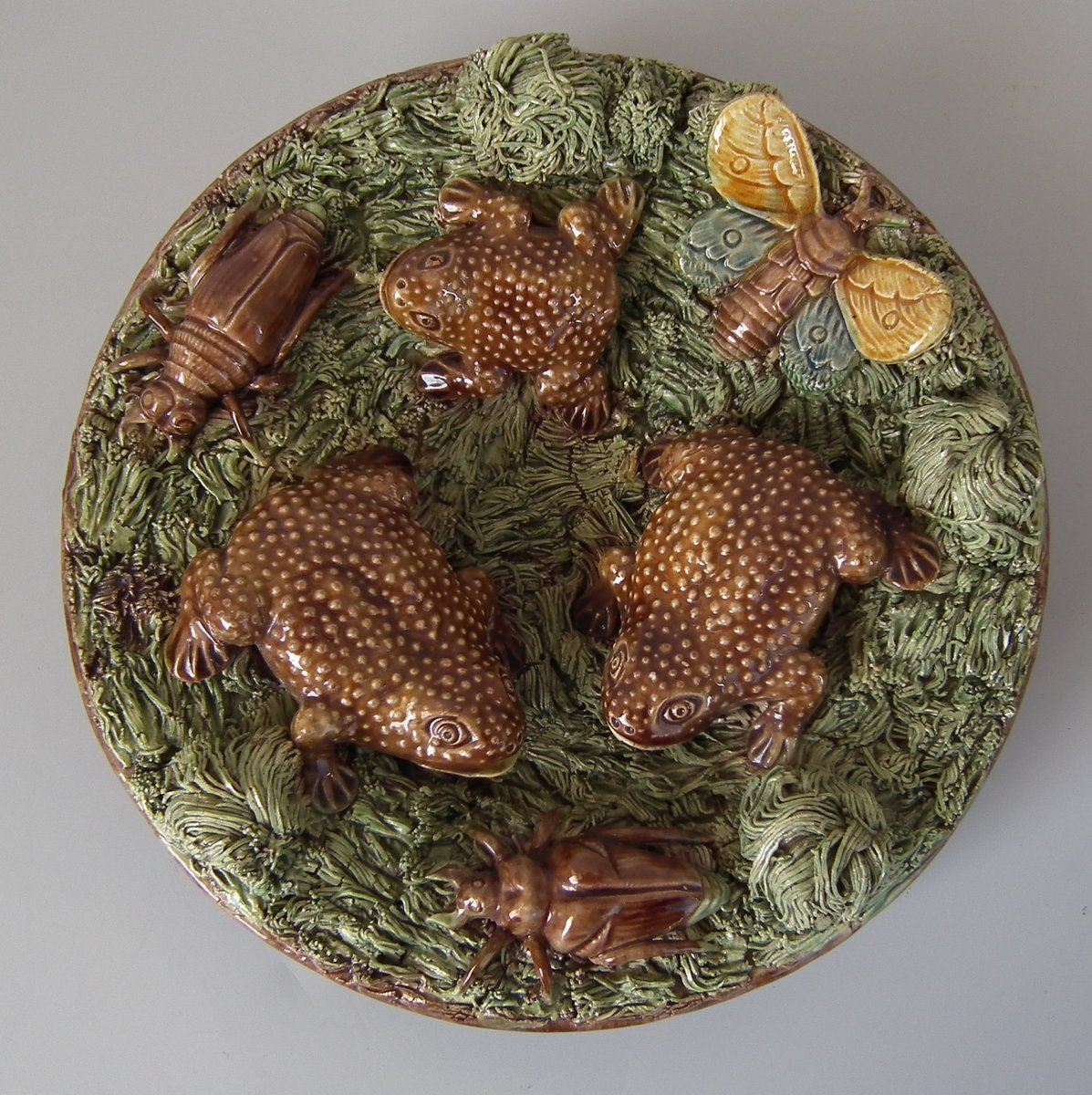
Prato decorativo com sapos e insectos
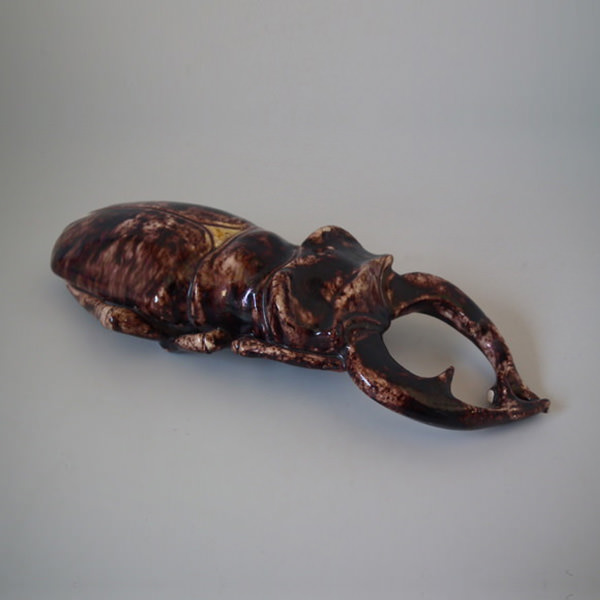
Escaravelho em cerâmica
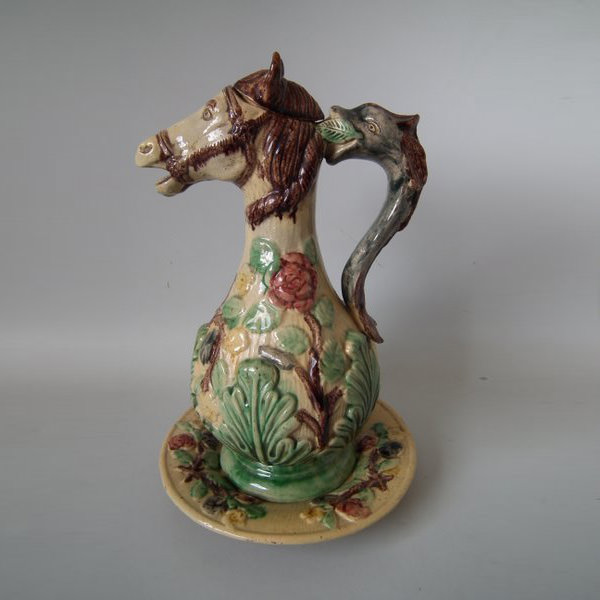
Jarro com cabeça de cavalo
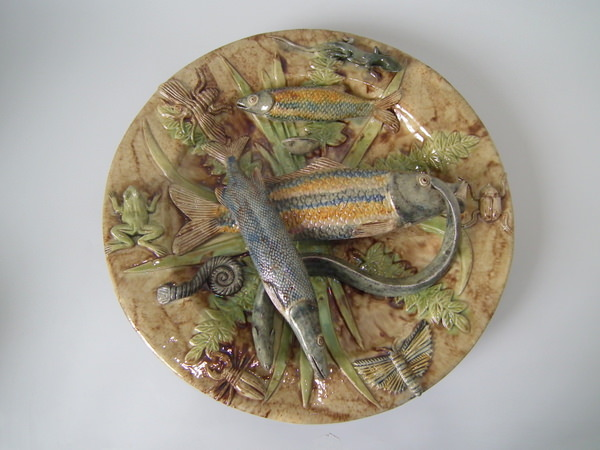
Prato decorativo com peixes e insectos
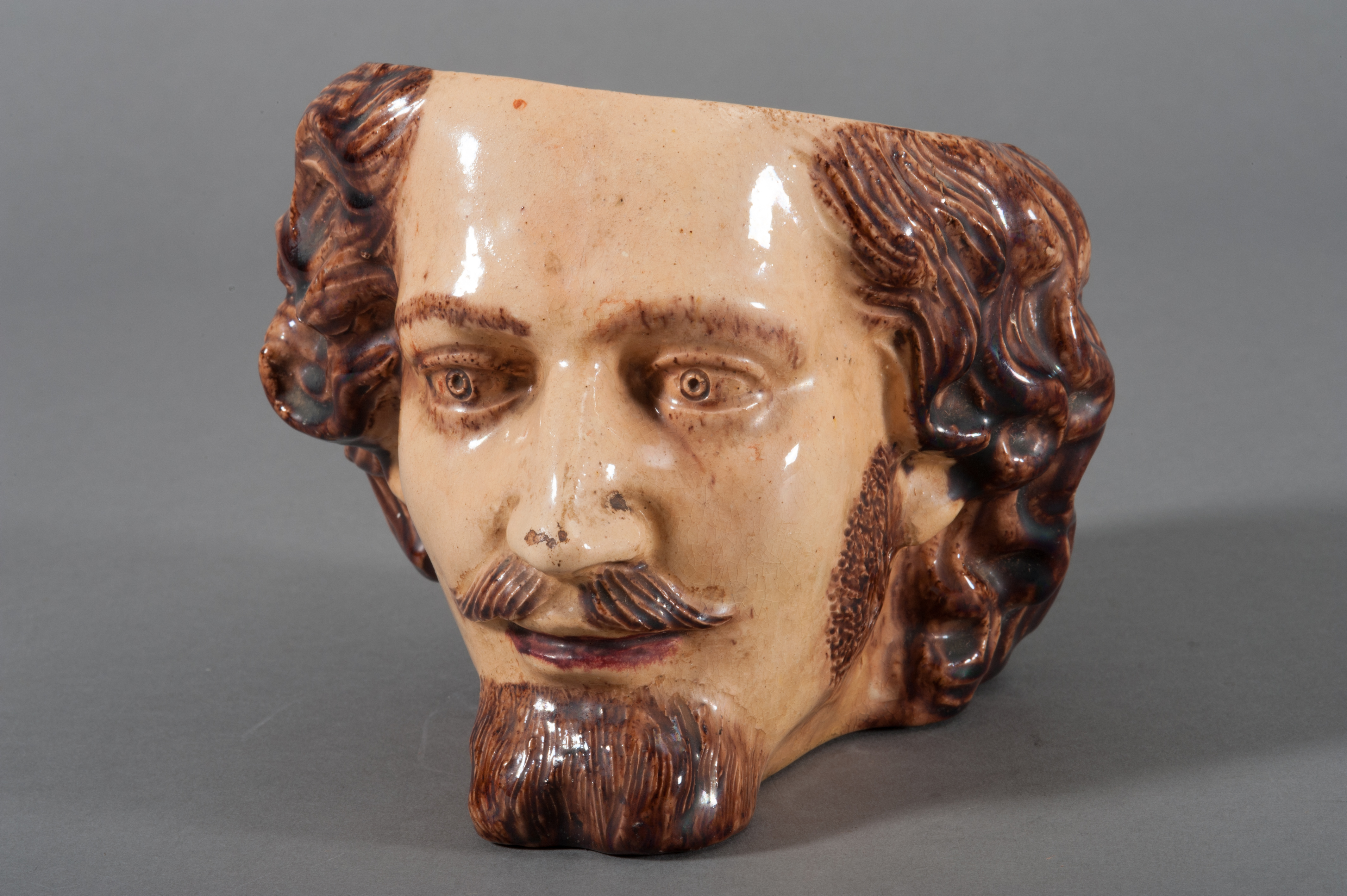
Vaso cerâmico - acervo do Museu Paulista.